# Besk trattskivling
Besk trattskivling (Clitocybe amarescens) är en svampart som beskrevs av Harmaja 1969. Besk trattskivling ingår i släktet Clitocybe och familjen Tricholomataceae.  Arten är reproducerande i Sverige. Inga underarter finns listade i Catalogue of Life.